# Peter Strittmatter (Skeletonpilot)
Peter Strittmatter ist ein früherer deutscher Skeletonsportler.
Peter Strittmatter gehörte zur Mitte der 1980er Jahre zu den erfolgreichsten deutschen Skeletonpiloten. 1985 platzierte er sich bei den Deutschen Meisterschaften in Königssee zwischen Franz Kleber und Hans Kindl auf dem zweiten Platz. Ein Jahr später gewann er an selber Stelle den Titel vor diesen beiden. 1987 wurde er hinter Kleber und Richard Baumann Dritter der Meisterschaften. Bei Bayerischen Meisterschaften gewann Strittmatter 1986 den Titel.